# Randall Collins
Randall Collins (nacido el 29 de julio de 1941) es un sociólogo estadounidense que ha sido influyente tanto en su enseñanza como en la escritura. Ha enseñado en muchas notables universidades de todo el mundo y sus trabajos académicos han sido traducidos a diversos idiomas. Collins es actualmente Profesor Emérito de Sociología en la Universidad de Pensilvania. Es un líder social contemporáneo cuyas áreas de especialización incluyen la macro-sociología histórica de los cambios políticos y económicos; la micro-sociología, incluyendo la interacción cara-a-cara y la sociología de los intelectuales y de los conflictos sociales. Está considerado como uno de los principales estudiosos no marxistas de la teoría del conflicto en los Estados Unidos, y sirvió como presidente de la American Sociological Association de 2010 a 2011.

## Formación
Collins pasó buena parte de sus primeros años en Europa, donde su padre fue parte de la inteligencia militar durante la Segunda Guerra Mundial y también miembro del Departamento de Estado. Collins asistió a una escuela preparatoria de Nueva Inglaterra. Después, completó una Licenciatura en Artes en la Universidad de Harvard donde fue alumno del notable sociólogo Talcott Parsons. Más tarde obtuvo una maestría en psicología de la Universidad de Stanford (1964). Continuó su educación de postgrado en la Universidad de California en Berkeley, completando una maestría en sociología en 1965 y un doctorado en sociología en la Universidad de California, Berkeley (1969). Aunque no estaba de acuerdo con la teoría de Parsons que a menudo se pensaba que era socialmente conservadora, respetó su prestigio y lo emuló en sus últimos años. Collins quería estudiar la personalidad y la cognición humana, pero se le asignó trabajar en un laboratorio de ratas, lo que le hizo darse cuenta de que prefería estudiar sociología.
Durante su tiempo en Berkeley, Collins estuvo involucrado con protestas en el campus, el Movimiento por la Libertad de Expresión y el movimiento contra la guerra. El 3 de diciembre de 1964, Collins fue arrestado durante un acto del Movimiento por la Libertad de Expresión junto con más de 600 de sus compañeros.

## Carrera
Mientras estaba en Berkeley, Collins se encontró con muchos sociólogos influyentes de su época. Trabajó con Joseph Ben-David, un sociólogo israelí en residencia procedente de la Universidad Hebrea, sobre sociología de la ciencia, lo que finalmente llevó a la publicación de Collins, The Sociology of Philosophies, décadas más tarde. Collins conoció la teoría del conflicto weberiano a través de Reinhard Bendix, un destacado estudioso de Max Weber. De su carrera temprana, Collins diría más tarde: "Yo formé parte de la generación de jóvenes sociólogos que rompieron con la teoría funcionalista y avanzaron hacia la teoría del conflicto". Más tarde escribió un capítulo para la obra Estado y sociedad de Bendix. Este trabajo permitió a Collins combinar más tarde esta teoría con la microsociología de Erving Goffman, que resultó en la publicación por Collins de Conflict Sociology en 1975 y más tarde, Interaction Ritual Chains en 2004. Goffman también fue uno de los profesores de Collins durante su tiempo en Berkely. El asesor de disertación de doctorado de Collins fue el sociólogo industrial y de organizaciones Harold Wilensky. Se tituló Educación y empleo: algunos determinantes de los requisitos para contratar en varios tipos de organizaciones, y más tarde se publicó en 1979 como The Credential society: una sociología histórica de la educación y la estratificación. En Berkeley Collins también trabajó con Herbert Blumer, Philip Selznick y Leo Löwenthal.
El primer puesto de Collins en la academia fue en su alma mater, la Universidad de California en Berkeley, seguida de muchas otras universidades, incluida la Universidad de Wisconsin-Madison, seguida por la Universidad de California en San Diego, la Universidad de Virginia y luego la Universidad de California. Riverside, finalmente llegando a su posición actual en la Universidad de Pensilvania. Tomó descansos intermitentes de la academia, como novelista y como erudito independiente. También ha sido profesor visitante en Chicago, Harvard y Cambridge, además de varias escuelas en Europa, Japón y China. Collins ha publicado casi cien artículos desde que terminó su educación universitaria. También ha escrito y contribuido a varios libros con una variedad de temas tales como la sociología del matrimonio y la vida familiar.
En honor a la retirada de Collins del campus, la Universidad de Pensilvania presentó "Interacción y teoría social: una conferencia en honor del profesor Randall Collins". Los principales académicos en sociología contribuyeron con las ponencias, incluidos Elijah Anderson, Paul DiMaggio, David R. Gibson, Michèle Lamont, Jonathan Turner y Viviana Zelizer.

## Investigación
Collins es un científico social que considera que la teoría es esencial para comprender el mundo. Dice al respecto: "La esencia de la ciencia es precisamente la teoría ... un cuerpo generalizado y coherente de ideas, que explican el rango de variaciones en el mundo empírico en términos de principios generales". Esta es la manera de Collins de examinar el mundo social, enfatizando el rol y la interacción de estructuras sociales más grandes. Ha dedicado gran parte de su carrera e investigación de la sociedad, cómo se crea y se destruye a través de los comportamientos emocionales de los seres humanos. Collins cree que la explicación más simple para el comportamiento y las acciones radicales es la emoción. La energía emocional, dice Collins, es la "cantidad de poder emocional que fluye a través de las acciones de uno" y no se refiere a una emoción específica. Collins también enfatiza la importancia de que las personas se unan y la influencia que esto tiene en el comportamiento.
Collins argumenta sobre el sexo, el tabaquismo y la estratificación social, y muchas otras cosas en nuestras vidas sociales que están impulsadas por una fuerza común: los rituales de interacción. Interaction Ritual Chains es una obra importante de la teoría sociológica que intenta desarrollar una "microsociología radical". Propone que los rituales exitosos crean símbolos de pertenencia a un grupo y llenan de energía emocional a los individuos, mientras que los rituales fallidos agotan la energía emocional. Cada persona fluye de una situación a otra, atraído por aquellas interacciones en las que su capital cultural les brinda la mejor recompensa de energía emocional. El pensamiento también puede explicarse por la internalización de conversaciones dentro del flujo de situaciones; los individuos son profunda y continuamente sociales, construidos desde afuera hacia adentro. La teoría de las cadenas rituales de interacción está inspirada en la teoría del ritual de Émile Durkheim, expuesta en su libro Las formas elementales de la vida religiosa, por la teoría del conflicto de Max Weber, y por la microsociología de Erving Goffman.
Collins también ha argumentado que la confrontación violenta va en contra de la disposición humana fisiológica. Es la excepción, no la regla, independientemente de las condiciones o motivaciones subyacentes. Esto está en oposición a las explicaciones de los científicos sociales de que la violencia es fácil bajo ciertas condiciones, como la pobreza, los odios raciales o ideológicos, o de las patologías familiares.